# Сливино (Смоленская область)
Сливино — деревня в Монастырщинском районе Смоленской области России. Входит в состав Гоголевского сельского поселения. Население — 32 жителя (2007 год). 
Расположена в западной части области в 10 км к юго-востоку от Монастырщины, в 35 км западнее автодороги А141 Орёл — Витебск. В 42 км восточнее деревни расположена железнодорожная станция Васьково на линии Смоленск — Рославль. 

## История
В деревне Сливино родился известный в будущем белорусский этнограф, археолог, публицист и издатель Адам Гонорий Киркор.
В годы Великой Отечественной войны деревня была оккупирована гитлеровскими войсками в июле 1941 года, освобождена в сентябре 1943 года. Во время отступления гитлеровских войск Сливино было сожженно фашистами и коллаборационистами.